# 横江豊
横江 豊（よこえ ゆたか、1989年〈平成元年〉4月19日 - ）は、日本の元プロバスケットボール選手である。滋賀県草津市出身。ポジションはポイントガード。

## 来歴
草津OSCでバスケを始め、草津市立高穂中学校、光泉高校を経て日本体育大学に進学。4年次には主将も務めた。
卒業を間近に控えた2012年2月にbjリーグで改定された新人選手契約制度（アーリーエントリー）により滋賀レイクスターズに入団。背番号23。2015-16シーズンと2016-17シーズンはキャプテン（3代目）を務めたが、2018年5月17日に自由交渉選手となった。
2018年6月26日、バンビシャス奈良との契約に合意し、移籍。横江は2021年に受けたインタビューで「（滋賀レイクスターズから）移籍して出る時はすごく悩みました。（中略）限られたプロ生活の中でどうありたいか考えた結果、移籍を決めました」と懐述した。
2020年6月22日、バンビシャス奈良を退団し、ファイティングイーグルス名古屋への移籍を発表。横江は2021年に受けたインタビューで「チームで優勝したい」と懐述した。2021年6月18日、ファイティングイーグルス名古屋を退団し、バンビシャス奈良に移籍。背番号を0に変更。
2022年8月22日、現役引退を発表。同年10月2日、ロートアリーナ奈良で開催されたライジングゼファー福岡戦で引退セレモニーが行われた。引退後は滋賀レイクスアカデミーのバスケットボールスクールコーチとして活動している。

## 経歴
- 光泉高校 - 日本体育大学 - 滋賀（2012年 - 2018年） - 奈良（2018年 - 2020年） - FE名古屋（2020年 - 2021年） - 奈良（2021年 - 2022年）

## 背番号
- 23（2012-13シーズン - 2020-21シーズン）
- 0（2021-22シーズン）

## 記録
| シーズン         | チーム | GP | GS | MPG  | FG%  | 3P%  | FT%  | RPG | APG | SPG | BPG | TO  | PPG |
| ---------------- | ------ | -- | -- | ---- | ---- | ---- | ---- | --- | --- | --- | --- | --- | --- |
| bjリーグ 2012-13 | 滋賀   | 46 | 19 | 23.0 | .417 | .291 | .836 | 1.5 | 2.3 | .7  | .0  | 1.2 | 7.0 |
| bjリーグ 2013-14 | 滋賀   | 52 | 45 | 32.9 | .425 | .288 | .842 | 3.1 | 3.3 | 1.1 | .2  | 1.2 | 7.5 |
| bjリーグ 2014-15 | 滋賀   | 50 |    | 22.6 | .425 | .125 | .920 | 2.2 | 2.9 | 0.7 | 0.1 | 1.5 | 5.1 |
| bjリーグ 2015-16 | 滋賀   | 52 |    | 20.4 | .454 | .313 | .783 | 2.2 | 1.8 | 0.7 | 0.1 | 1.0 | 6.1 |